# ماتيو برودور
ماتيو برودور هو لاعب هوكي جليد كندي، ولد في 21 يونيو 1990 في لافال في كندا.

## وصلات خارجية
- ماتيو برودور على موقع دوري الهوكي الوطني (الإنجليزية)
- ماتيو برودور على موقع EliteProspects.com (الإنجليزية)
- ماتيو برودور على موقع HockeyDB.com (الإنجليزية)